# Guido de Marco
Guido de Marco (ur. 22 lipca 1931 w Valletcie, zm. 12 sierpnia 2010 w Msidzie) – maltański polityk i prawnik, działacz Partii Narodowej, parlamentarzysta, minister i wicepremier, w latach 1999–2004 prezydent Malty.

## Życiorys
W 1952 uzyskał bakalaureat z filozofii, ekonomii i języka włoskiego, a w 1955 doktorat z prawa na Uniwersytecie Maltańskim. Pracował m.in. w administracji państwowej i jako nauczyciel akademicki na macierzystej uczelni, na której doszedł do stanowiska profesora.
Zaangażował się w działalność polityczną w ramach Partii Narodowej. W 1977 ubiegał się bez powodzenia o przywództwo w swoim ugrupowaniu, przegrywając z Edwardem Fenechem Adamim. W 1966 po raz pierwszy został wybrany do Izby Reprezentantów, z powodzeniem ubiegając się o reelekcję w siedmiu kolejnych wyborach do 1998 włącznie. W maltańskim parlamencie zasiadał nieprzerwanie przez ponad 30 lat, reprezentował go m.in. w Zgromadzeniu Parlamentarnym Rady Europy. W 1990 objął na okres rocznej kadencji funkcję przewodniczącego Zgromadzenia Ogólnego Narodów Zjednoczonych.
Był członkiem kolejnych rządów Edwarda Fenecha Adamiego. W latach 1987–1996 i 1998–1999 sprawował urząd wicepremiera. Od 1987 do 1990 był ministrem spraw wewnętrznych, a w latach 1987–1992 ministrem sprawiedliwości. Dwukrotnie w okresach 1990–1996 i 1998–1999 zajmował stanowisko ministra spraw zagranicznych.
Od kwietnia 1999 do kwietnia 2004 sprawował pięcioletnią kadencję prezydencką. W okresie jego urzędowania Malta zakończyła negocjacje akcesyjne z Unią Europejską.

## Życie prywatne
Guido de Marco był żonaty z Violet z domu Saliba. Miał dwie córki (Gianellę i Fiorellę) oraz syna Maria, który również został politykiem.

## Odznaczenia
- Xirka Ġieħ ir-Repubblika (1999, z urzędu)
- Krzyż Wielki Orderu Piusa IX (Watykan, 1995)[4]
- Order Stara Płanina I klasy ze Wstęgą (Bułgaria, 2001)[5]
- Łańcuch Orderu Krzyża Ziemi Maryjnej (Estonia, 2001)[6]
- Złoty Order Wolności Republiki Słowenii (Słowenia, 2002)[7]
- Krzyż Wielki Orderu Zasługi Rzeczypospolitej Polskiej (Polska, 2002)[8]
- Łańcuch Orderu Gwiazdy Białej (Estonia, 2003)[9]
- Order Trzech Gwiazd I klasy z Łańcuchem (Łotwa, 2004)[10]
- Order „Za zasługi” I klasy (Ukraina, 2007)[11]
- Krzyż Wielki Orderu Izabeli Katolickiej (Hiszpania, 2009)[12]